# Naoki Matsushita
Naoki Matsushita (松下 直樹 Matsushita Naoki?), född 6 juni 1978 i Fukushima prefektur, är en japansk före detta fotbollsspelare.
Matsushita började sin karriär 1997 i JEF United Ichihara. Han avslutade karriären 1998.